# Jeff Ward (zenész)
Jeff Ward (1962. november 18. vagy 28. – 1993. március 19.) olyan zenekarok dobosa volt, mint a Hammeron, a Nine Inch Nails, a Revolting Cocks, a Ministry, a Lard és a Low Pop Suicide.
1993-ban, heroin-függőséggel való harcát követően öngyilkosságot követett el szén-monoxid mérgezés útján.